# Idioten (patiens)
Idioten är ett vanligt namn på en variant av patiens. Spelet går ut på att spelaren enligt specifika regler skall eliminera alla kortlekens kort utom de fyra essen. Sannolikheten att vinna spelet är ungefär 1 på 43 med optimal strategi.

## Regler
Idioten använder en vanlig kortlek med 52 kort (inga jokrar).
1. Lägg ut fyra uppvända kort bredvid varandra.
2. Om det finns två eller fler kort av samma färg, kasta bort alla utom kortet med högst valör av den färgen. (Ess rankas högst.)
3. Upprepa steg 2 tills det inte finns fler par av kort med samma färg.
4. När det finns tomma platser, kan du välja det översta kortet i en annan hög att placeras på den tomma platsen. Efter att du har gjort detta, gå tillbaka till steg 2.
5. När det inte finns fler kort att flytta eller ta bort, dela ut de nästa fyra korten uppåtvända på varje hög.
6. Upprepa steg 2, använd bara de synliga, eller översta, korten på var och en av de fyra högarna.
7. När de sista fyra korten har delats ut och alla drag har gjorts är spelet över. Ju färre kort som finns kvar på bordet desto bättre. Att vinna är att bara ha de fyra essen kvar.

När spelet är slut är antalet kastade kort din poäng. Den maximala poängen (och därmed poängen som krävs för att vinna) är 48, vilket innebär att alla kort har kastats bort förutom de fyra essen.
Spelet är slut när givarhögen är tom och inga fler kort kan tas bort till slänghögen. Antingen ligger då endast fyra ess kvar i spelhögarna, vilket är en vinst, eller så finns det fler kort kvar utan att det är möjligt att slänga fler kort, vilket är en förlust.